# Daniel Alfredsson
Pour les articles homonymes, voir Alfredsson.
Ne doit pas être confondu avec Daniel Alfredson.
Temple de la renommée : 2022
Temple de la renommée de l'IIHF : 2018
Daniel Alfredsson (né le 11 décembre 1972 à Göteborg en Suède) est un joueur professionnel suédois et canadien de hockey sur glace. Il fut le capitaine des Sénateurs de 1999 à 2013 .

## Carrière
Le jeune Daniel Alfredsson commence à jouer au hockey à l'âge de 5 ans dans sa ville natale de Göteborg. Alors entrainé par son père Hasse, il joue au poste de défenseur, en raison de son manque de vitesse. Néanmoins, son style de jeu résolument offensif le rapproche plus des attaquants, et à l'âge de 14 ans, il s'essaye au poste de centre puis rapidement, s'installe sur l'aile droite.
Après quelques saisons à Molndal, dans la banlieue de Göteborg, il rejoint le club du Frölunda HC et joue en Allsvenskan, la seconde division suédoise, et en Elitserien, l'Elite nationale. 
Il passe trois saisons au Frölunda HC ou il devient un élément important de l'équipe, et réussira à attirer les regards des recruteurs de la Ligue nationale de hockey.
Il est finalement choisi par les Sénateurs d'Ottawa lors du 6e tour du repêchage d'entrée dans la LNH 1994, à la 133e position, et connait beaucoup de succès dès sa première saison, remportant le trophée Calder, remis à la meilleure recrue de la ligue.
Assistant capitaine à ses premières saisons, il est devenu capitaine de son équipe à la suite de la mise à l'écart d'Alekseï Iachine, en 1999 et a conservé son poste malgré le retour de ce dernier dans l'alignement.
En 2003, il mena sa formation des sénateurs d'Ottawa au Trophée des présidents remis à la meilleure équipe de la saison régulière de la LNH.
En 2004-2005, en raison de la grève générale des joueurs de la LNH, Daniel Alfredsson a rejoint en fin de saison son ancien club du Vastra Frolunda en Suède qu'il a conduit au titre national en terminant meilleur marqueur de la ligue en série éliminatoire avec 12 buts en 14 matches.
En 2004, l'ailier droit a signé un contrat de cinq ans d'une valeur de 35 millions de dollars avec les Sénateurs. Alfredsson a participé à cinq reprises au Match des étoiles de la LNH et joué au cours des Jeux olympiques de Nagano, de Salt Lake City et de Turin, où il a remporté la médaille d'or avec l'équipe suédoise, terminant meilleur marqueur de sa formation avec 10 points.
Au terme de la saison 2005-2006, le joueur de 33 ans termina 5e meilleur marqueur de la ligue et fut élu dans la deuxième équipe d'étoiles. Il devint également le premier joueur de l'histoire de la LNH à donner la victoire à son équipe en saison régulière lors d'une séance de tirs au but.
Son bâton de hockey est depuis exposé au Temple de la Renommée, à Toronto, en compagnie de celui de son coéquipier Dany Heatley, également buteur à cette occasion.
Au cours de la saison 2006-2007 Alfredsson inscrivit 4 buts victorieux d'affilée (9-16 janvier 2007) devenant ainsi le deuxième joueur à réaliser cette performance après Newsy Lalonde qui inscrivit 5 buts décisifs consécutifs en 1921.
Cette même saison, il conduisit son équipe des Sénateurs d'Ottawa jusqu'à la finale de la coupe Stanley perdue en 5 matches contre les Ducks d'Anaheim en dépit de sa contribution offensive qui lui valut le titre de meilleur marqueur et meilleur buteur des séries éliminatoires (14-8-22).
En marge de son activité de joueur de hockey sur glace, Alfredsson est vice-président du syndicat des joueurs de la LNH (NHLPA) depuis plusieurs années, poste auquel il a été réélu au cours de l'été 2006.
Fin octobre 2008, Alfredsson prolonge de 4 ans le contrat le liant aux Sénateurs d'Ottawa pour un montant de 21,6 millions de dollars.
Le 8 avril 2010, il joue son millième match sous les couleurs des Sénateurs contre l'équipe de Tampa Bay. Pour célébrer cela, une cérémonie a lieu le 10 avril juste avant le match contre Buffalo.
Le 22 octobre 2010, il inscrit son 1000e points dans la LNH avec un but dans une cage vide, scellant ainsi la victoire 4 buts à 2 face aux Sabres de Buffalo.
Néanmoins, à l'image de son équipe, la saison 2010-2011 d'Alfredsson est difficile. Le joueur est en proie à de nombreuses blessures qui le handicapent sur la glace et pénalisent son jeu et ses statistiques. Courant février, à la suite de maux de dos persistants, il se retire de l'alignement. Constatant des progrès dans son rétablissement, il envisage un retour pour la fin de la saison. Après plusieurs tentatives de retour, Alfredsson se résout à mettre un terme à sa saison après avoir disputé 54 parties et inscrit 31 points, soit son moins bon total sur une saison dans la LNH.
Lors de la saison 2012-2013, l'équipe accède au second tour des séries et perd face aux Penguins de Pittsburgh dans une saison où Jason Spezza, Milan Michalek, Erik Karlsson et Craig Anderson se sont tour à tour blessés.
Le 5 juillet 2013, il signe un contrat d'une saison et d'une valeur de 3,5 millions de dollars (plus 2 millions de bonus) avec les Red Wings de Détroit.
Le 3 décembre 2014, il signe un contrat symbolique d'une journée avec les Sénateurs lui permettant de prendre sa retraite avec cette équipe. En 1 178 matchs avec les Sénateurs, il a marqué 426 buts et 682 assistances pour un total de 1 108 points, des statistiques records pour la franchise. Le 29 décembre 2016, les Sénateurs retirent son maillot numéro 11.
Le 18 décembre 2023, il est nommé entraîneur adjoint, aux côtés de Jacques Martin, pour les Sénateurs d’Ottawa.

## Statistiques

### En club
| Saison     | Équipe               | Ligue       |       | Saison régulière | Saison régulière | Saison régulière | Saison régulière | Saison régulière |    | Séries éliminatoires | Séries éliminatoires | Séries éliminatoires | Séries éliminatoires | Séries éliminatoires |
| Saison     | Équipe               | Ligue       | PJ    | B                | A                | Pts              | Pun              | PJ               | B  | A                    | Pts                  | Pun                  |                      |                      |
| 1990-1991  | IF Mölndal Hockey    | Division 1  | 3     | 0                | 0                | 0                | 2                | 8                | 4  | 4                    | 8                    | 4                    |                      |                      |
| 1991-1992  | IF Mölndal Hockey    | Division 1  | 32    | 12               | 8                | 20               | 43               | -                | -  | -                    | -                    | -                    |                      |                      |
| 1992-1993  | Vastra Frölunda HC   | Elitserien  | 21    | 1                | 5                | 6                | 8                | -                | -  | -                    | -                    | -                    |                      |                      |
| 1992-1993  | Vastra Frölunda HC   | Allsvenskan | 18    | 9                | 9                | 18               | 10               | 2                | 1  | 1                    | 2                    | 0                    |                      |                      |
| 1993-1994  | Vastra Frölunda HC   | Elitserien  | 39    | 20               | 10               | 30               | 18               | -                | -  | -                    | -                    | -                    |                      |                      |
| 1994-1995  | Vastra Frölunda HC   | Elitserien  | 22    | 7                | 11               | 18               | 22               | -                | -  | -                    | -                    | -                    |                      |                      |
| 1994-1995  | Vastra Frölunda HC   | Allsvenskan | 18    | 11               | 12               | 23               | 14               | 5                | 2  | 2                    | 4                    | 4                    |                      |                      |
| 1995-1996  | Sénateurs d'Ottawa   | LNH         | 82    | 26               | 35               | 61               | 28               | -                | -  | -                    | -                    | -                    |                      |                      |
| 1996-1997  | Sénateurs d'Ottawa   | LNH         | 76    | 24               | 47               | 71               | 30               | 7                | 5  | 2                    | 7                    | 6                    |                      |                      |
| 1997-1998  | Sénateurs d'Ottawa   | LNH         | 55    | 17               | 28               | 45               | 18               | 11               | 7  | 2                    | 9                    | 20                   |                      |                      |
| 1998-1999  | Sénateurs d'Ottawa   | LNH         | 58    | 11               | 22               | 33               | 14               | 4                | 1  | 2                    | 3                    | 4                    |                      |                      |
| 1999-2000  | Sénateurs d'Ottawa   | LNH         | 57    | 21               | 38               | 59               | 28               | 6                | 1  | 3                    | 4                    | 2                    |                      |                      |
| 2000-2001  | Sénateurs d'Ottawa   | LNH         | 68    | 24               | 46               | 70               | 30               | 4                | 1  | 0                    | 1                    | 2                    |                      |                      |
| 2001-2002  | Sénateurs d'Ottawa   | LNH         | 78    | 37               | 34               | 71               | 45               | 12               | 7  | 6                    | 13                   | 4                    |                      |                      |
| 2002-2003  | Sénateurs d'Ottawa   | LNH         | 78    | 27               | 51               | 78               | 42               | 18               | 4  | 4                    | 8                    | 12                   |                      |                      |
| 2003-2004  | Sénateurs d'Ottawa   | LNH         | 77    | 32               | 48               | 80               | 24               | 7                | 1  | 2                    | 3                    | 2                    |                      |                      |
| 2004-2005  | Frölunda HC          | Elitserien  | 15    | 8                | 9                | 17               | 10               | 14               | 12 | 6                    | 18                   | 8                    |                      |                      |
| 2005-2006  | Sénateurs d'Ottawa   | LNH         | 77    | 43               | 60               | 103              | 50               | 10               | 2  | 8                    | 10                   | 4                    |                      |                      |
| 2006-2007  | Sénateurs d'Ottawa   | LNH         | 77    | 29               | 58               | 87               | 42               | 20               | 14 | 8                    | 22                   | 10                   |                      |                      |
| 2007-2008  | Sénateurs d'Ottawa   | LNH         | 70    | 40               | 49               | 89               | 34               | 2                | 0  | 0                    | 0                    | 0                    |                      |                      |
| 2008-2009  | Sénateurs d'Ottawa   | LNH         | 79    | 24               | 50               | 74               | 24               | -                | -  | -                    | -                    | -                    |                      |                      |
| 2009-2010  | Sénateurs d'Ottawa   | LNH         | 70    | 20               | 51               | 71               | 22               | 6                | 2  | 6                    | 8                    | 2                    |                      |                      |
| 2010-2011  | Sénateurs d'Ottawa   | LNH         | 54    | 14               | 17               | 31               | 18               | -                | -  | -                    | -                    | -                    |                      |                      |
| 2011-2012  | Sénateurs d'Ottawa   | LNH         | 75    | 27               | 32               | 59               | 18               | 4                | 2  | 0                    | 2                    | 0                    |                      |                      |
| 2012-2013  | Sénateurs d'Ottawa   | LNH         | 47    | 10               | 16               | 26               | 33               | 10               | 4  | 6                    | 10                   | 6                    |                      |                      |
| 2013-2014  | Red Wings de Détroit | LNH         | 68    | 18               | 31               | 49               | 10               | 3                | 0  | 0                    | 0                    | 2                    |                      |                      |
| Totaux LNH | Totaux LNH           | Totaux LNH  | 1 246 | 444              | 713              | 1 157            | 510              | 124              | 51 | 49                   | 100                  | 76                   |                      |                      |

### En équipe nationale
| Année | Compétition          |    | PJ | B | A  | Pts | Pun | +/-                        |  | Résultat |
| 1995  | Championnat du monde | 8  | 3  | 1 | 4  | 8   |     | Médaille d'argent          |  |          |
| 1996  | Coupe du monde       | 4  | 0  | 0 | 0  | 2   |     | Défaite en demi-finale     |  |          |
| 1996  | Championnat du monde | 6  | 1  | 2 | 3  | 4   |     | Sixième place              |  |          |
| 1998  | Jeux olympiques      | 4  | 2  | 3 | 5  | 2   |     | Cinquième place            |  |          |
| 1999  | Championnat du monde | 10 | 4  | 5 | 9  | 5   |     | Médaille de bronze         |  |          |
| 2001  | Championnat du monde | 9  | 3  | 5 | 8  | 6   | +6  | Médaille de bronze         |  |          |
| 2002  | Jeux olympiques      | 4  | 1  | 4 | 5  | 2   | +4  | Cinquième place            |  |          |
| 2004  | Championnat du monde | 8  | 4  | 2 | 6  | 8   | +5  | Médaille d'argent          |  |          |
| 2004  | Coupe du monde       | 4  | 0  | 6 | 6  | 6   |     | Défaite en quart de finale |  |          |
| 2005  | Championnat du monde | 9  | 3  | 6 | 9  | 6   | +6  | Quatrième place            |  |          |
| 2006  | Jeux olympiques      | 8  | 5  | 5 | 10 | 4   | +2  | Médaille d'or              |  |          |
| 2010  | Jeux olympiques      | 4  | 3  | 0 | 3  | 0   | +3  | Cinquième place            |  |          |
| 2012  | Championnat du monde | 8  | 1  | 6 | 7  | 2   | 0   | Sixième place              |  |          |
| 2014  | Jeux olympiques      | 6  | 2  | 2 | 4  | 0   | +2  | Médaille d'argent          |  |          |

## Principaux titres

### Records d'équipe (Sénateurs d'Ottawa)
- Plus grand nombre de matches joués, buts, passes décisives et points en saison régulière
- Meilleur +/- sur une saison : +42 (2006/2007)
- Plus grand nombre de points sur un match : 7 (3 buts, 4 passes décisives) 2007/2008
- Plus grand nombre de matches joués en Séries éliminatoires (107 des 109 matches disputés par les Sénateurs de l'ère moderne), de buts, de passes et de points
- Plus grand nombre de buts inscrits sur une série éliminatoire (14 buts) en 2006/2007
- Plus grand nombre de points inscrits sur une série éliminatoire, a égalité avec Jason Spezza et Dany Heatley en 2006/2007 avec 22 points.

### Records d'équipe (Frolunda HC)
- Plus grand nombre de buts inscrits sur une série éliminatoire (12 buts) en 2004/2005
- Plus grand nombre de points inscrits sur une série éliminatoire (18 points) en 2004/2005

### Individuels
- Trophée Calder (meilleur espoir): 1996
- Match des étoiles de la LNH : 1996, 1997, 1998, 2004, 2008, 2012
- Meilleur Buteur des Playoffs 2005
- Vainqueur de la coupe Molson (meilleur joueur des Sénateurs d'Ottawa) : 2006
- Meilleur buteur et marqueur des séries éliminatoires 2007
- Élu par les amateurs dans l'équipe de départ du Match des étoiles 2008, 2012
- Trophée King-Clancy en 2012
- Trophée Mark-Messier en 2013

### Collectifs
- Trophée des présidents (meilleure équipe en saison régulière) : 2003
- Champion de Suède:  2005
- Champion olympique avec la Suède : 2006
- Trophée Prince de Galles (équipe championne de l'association de l'Est) : 2007